# Nguyễn Như Vũ
Nguyễn Như Vũ là nhà biên kịch, nhà quay phim - khoa học, đạo diễn kiêm nhà sản xuất phim tài liệu người Việt Nam. Ông từng là Giám đốc Hãng phim Tài liệu và Khoa học Trung ương, được phong tặng danh hiệu nghệ sĩ nhân dân và Giải thưởng nhà nước về Văn học nghệ thuật.

## Cuộc đời
Nguyễn Như Vũ có bút danh Phương Nam sinh ngày 21 tháng 07 năm 1960 tại Từ Sơn, Bắc Ninh; ông là con nhà quay phim, đạo diễn phim tài liệu Nguyễn Như Ái.
Ông được tiếp xúc với máy ảnh từ năm 9 tuổi và tốt nghiệp khoa Quay phim trường Đại học Điện ảnh và Truyền hình Konrad Wolf của Cộng hòa Dân chủ Đức về nước năm 1984, Nguyễn Như Vũ làm việc tại Hãng phim Tài liệu và Khoa học Trung ương cùng với bố mẹ ông. Bộ phim tài liệu đầu tiên ông tham gia ghi hình là Phố cổ Hội An cùng với nhà quay phim Nguyễn Như Ái.
Năm 1998, Nguyễn Như Vũ có ý định chuyển sang làm đạo diễn, được người thầy cũ ủng hộ và xin được một xuất học bổng tại Đức.
Năm 2003, ông đạo diễn bộ phim tài liệu tài liệu Ngôi nhà bên hồ về người bạn Đức của ông và giành được Giải khuyến khích của Giải Cánh diều 2003. Sau khi viết và 3 lần chỉnh sửa kịch bản Người thắp lửa về Nhà giáo nhân dân Nguyễn Đức Thìn nhưng không được duyệt, Nguyễn Như Vũ đã mời đạo diễn Hồ Trí Phổ cùng chỉnh lí. Trong thời gian chờ duyệt, Nguyễn Như Vũ đã gửi bản thảo tham gia cuộc thi Đạo đức phong cách Hồ Chí Minh - 1000 năm Thăng Long - Hà Nội và đạt được giải Nhì. Với kết quả này, Hãng phim Tài liệu và Khoa học Trung ương lập tức cho phép và gia hạn cho ông 2 tuần để chuyển thể thành phim tài liệu. Bộ phim sau đó giành giải Cánh diều Vàng 2009 và giải Ba của Liên hoan ảnh, phim tài liệu, phóng sự ASEAN lần thứ I.
Đến năm 2023, Nguyễn Như Vũ đã đạo diễn hơn 20 phim và tham gia quay 50 phim tài liệu. Ông có thời gian làm giảng viên Bộ môn phim tài liệu tại Trường Đại học Sân khấu – Điện ảnh Hà Nội. Ông lần lượt nắm giữ một số vị trí Xưởng trưởng Xưởng Khoa học (2000-2013), Phó Tổng giám đốc (2013-2016) và Quyền Tổng giám đốc Hãng phim (2016-2020). Nguyễn Như Vũ từng là Trưởng Ban giám khảo thể loại Phim tài liệu tại Liên hoan Truyền hình toàn quốc lần thứ 35, Trưởng Ban tổ chức Liên hoan Phim tài liệu châu Âu - Việt Nam lần thứ 8.
Nguyễn Như Vũ được trao tặng Giải thưởng nhà nước về vào đượt V, năm 2023.

## Tác phẩm
| Năm  | Tựa đề                                                                                                | Thể loại      | Đạo diễn                     | Vai trò khác                | Chú thích      |
| ---- | --- | ------------- | ---------------------------- | --------------------------- | -------------- |
|      | Ngôi nhà bên hồ - Haus am See                                                                         | Phim tài liệu | Có                           |                             |                |
|      | Phố cổ Hội An                                                                                         | Phim tài liệu |                              | Quay phim                   | cùng Vũ Như Ái |
| 1985 | Tôi đã tìm thấy con rồng của tôi (Ich habe meinen Drachen entdeckt)                                   | Phim tài liệu | Dieter Schumann              | Quay phim                   | Phim Đức       |
| 1985 | Hội pháo ở một làng quê                                                                               | Phim tài liệu | Phạm Bình                    | Quay phim                   | [ 9 ]          |
| 1988 | Bước ngoặt hiểm nghèo                                                                                 | Phim tài liệu | Vũ Đức                       | Quay phim                   | [ 9 ]          |
| 1996 | Chuyện từ góc công viên                                                                               | Phim tài liệu | Trần Văn Thủy, Hồ Trí Phổ    | Quay phim                   | [ 9 ]          |
| 1996 | Nửa thế kỷ một ngày                                                                                   | Phim tài liệu | Đào Trọng Khánh              | Quay phim                   | [ 9 ]          |
| 2000 | Cao nguyên đá                                                                                         | Phim tài liệu | Lê Mạnh Thích                | Quay phim                   | [ 9 ]          |
| 2003 | Đi tìm những tác giả của bộ phim Ngày độc lập 2-9-1945                                                | Phóng sự      | Có                           |                             |                |
| 2003 | Gian nan hạnh phúc                                                                                    | Phim tài liệu | Có                           |                             |                |
| 2004 | Hành trình gen                                                                                        | Phim khoa học | Có                           |                             |                |
| 2004 | Giáo sư Đào Duy Anh                                                                                   |               | Có                           |                             |                |
| 2004 | Nuôi tôm hùm lồng trên biển                                                                           | Phim khoa học | Có                           |                             |                |
| 2008 | Người thắp lửa                                                                                        |               | Có                           | Biên kịch                   |                |
| 2008 | Đất trắng                                                                                             | Phim khoa học | Có                           |                             |                |
| 2010 | Thành phố bên sông Hồng                                                                               | Phim tài liệu | Có                           |                             |                |
| 2010 | Bản anh hùng ca quan hệ Việt – Lào                                                                    | Phim tài liệu | Có                           |                             |                |
| 2011 | Động đất sóng thần: Thảm họa khôn lường                                                               | Phim khoa học | Có                           |                             |                |
| 2014 | Người bản Hốc                                                                                         | Phim tài liệu | Trịnh Quang Tùng             | Biên tập                    |                |
| 2015 | Ứng dụng tế bào gốc chữa bệnh                                                                         | Phim khoa học | Có                           |                             |                |
| 2016 | Giáo sư Tôn Thất Tùng - người thầy tôn kính                                                           | Phim tài liệu | Đồng đạo diễn Đào Đức Thanh  | Giám đốc sản xuất           |                |
| 2016 | Bùi Bằng Đoàn - Chí sĩ đồng hành cùng lịch sử dân tộc                                                 | Phim tài liệu | Trịnh Quang Tùng             | Giám đốc sản xuất           |                |
| 2016 | Mưa a-xít                                                                                             | Phim khoa học | Có                           |                             |                |
| 2017 | Lang thang như đám mây trời                                                                           | Phim tài liệu | Không                        | Biên tập                    |                |
| 2018 | Ông Tây nước mắm                                                                                      | Phim tài liệu | Đồng đạo diễn Đào Đức Thanh  |                             |                |
| 2018 | Ở nơi cửa ngõ Hoàng Sa                                                                                | Phim tài liệu | Trần Tuấn Hiệp               | Giám đốc sản xuất           |                |
| 2018 | Ánh sáng của con                                                                                      | Phim tài liệu | Đỗ Thị Huyền Trang           | Biên tập, Giám đốc sản xuất |                |
| 2019 | Cha tôi và đồng đội                                                                                   | Phim tài liệu | Nguyễn Sỹ Bằng               | Biên tập                    |                |
| 2019 | Ông đồ gàn                                                                                            | Phim tài liệu | Trịnh Quang Tùng             | Biên tập                    |                |
| 2019 | Đồng chí Nguyễn Đức Cảnh - Người Cộng sản kiên trung, bất khuất                                       | Phim tài liệu | Trịnh Quang Tùng             | Biên tập, Giám đốc sản xuất |                |
| 2020 | Chữ Quốc ngữ: theo dòng thời gian                                                                     | Phim tài liệu | Đặng Linh                    | Biên tập                    |                |
| 2023 | Luật sư - Bộ trưởng Bộ Tư pháp Vũ Trọng Khánh - Người chấp bút dự thảo Hiến pháp đầu tiên của nước ta | Phim tài liệu | Đồng đạo diễn Vũ Thu Hiền    | Biên kịch                   |                |
| 2023 | Mạn đàm trà Việt                                                                                      | Phim tài liệu | Đồng đạo diễn Nguyễn Như Nam |                             |                |

## Giải thưởng
| Năm  | Giải thưởng                        | Tác phẩm              | Hạng mục           | Đề cử              | Kết quả   | Chú thích |
| ---- | ---------------------------------- | --------------------- | ------------------ | ------------------ | --------- | --------- |
| 1990 | Liên hoan phim Việt Nam lần thứ 9  | Bước ngoặt hiểm nghèo | Phim tài liệu nhựa | Quay phim xuất sắc | Đoạt giải | [ 14 ]    |
| 2001 | Liên hoan phim Việt Nam lần thứ 13 | Cao nguyên đá         | Phim tài liệu nhựa | Quay phim xuất sắc | Đoạt giải | [ 15 ]    |
| 2010 | Giải Cánh diều 2009                | Người thắp lửa        | Phim tài liệu nhựa | Đạo diễn xuất sắc  | Đoạt giải | [ 16 ]    |

| Năm  | Giải thưởng                                               | Tác phẩm                                  | Hạng mục                 | Kết quả        | Chú thích |
| ---- | --------------------------------------------------------- | ----------------------------------------- | ------------------------ | -------------- | --------- |
| 2004 | Liên hoan phim Việt Nam lần thứ 14                        | Nuôi tôm hùm lồng trên biển               | Phim tài liệu - khoa học | Bông sen Bạc   | [ 17 ]    |
| 2004 | Giải Cánh diều 2003                                       | Ngôi nhà bên hồ - Haus am See             | Phim tài liệu            | Khuyến khích   | [ 9 ]     |
| 2004 | Giải Cánh diều 2003                                       | Gian nan hạnh phúc                        | Phim tài liệu            | Cánh diều Bạc  | [ 18 ]    |
| 2005 | Giải Cánh diều 2004                                       | Hành trình gen                            | Phim khoa học            | Cánh diều Bạc  | [ 19 ]    |
| 2009 | Giải Cánh diều 2008                                       | Đất trắng                                 | Phim khoa học            | Cánh diều Bạc  | [ 20 ]    |
| 2010 | Giải Cánh diều 2009                                       | Người thắp lửa                            | Phim tài liệu nhựa       | Cánh diều vàng | [ 10 ]    |
| 2010 | Liên hoan ảnh, phim tài liệu, phóng sự ASEAN lần thứ nhất | Người thắp lửa                            | Phim tài liệu            | Giải ba        | [ 11 ]    |
| 2012 | Giải Cánh diều 2011                                       | Động đất, sóng thần - Thảm họa khôn lường | Phim khoa học            | Cánh diều vàng | [ 21 ]    |
|      | Liên hoan phim về môi trường                              | Mưa a-xít                                 | Phim khoa học            | Giải B         | [ 11 ]    |